# Pico de Oro 4.ª Sección (Pejelagarterito)
Pico de Oro 4.ª Sección (Pejelagarterito) es una localidad del municipio de Huimanguillo ubicado en la subregión de la Chontalpa del estado mexicano de Tabasco.

## Geografía
La localidad de Pico de Oro 4.ª Sección (Pejelagarterito) se sitúa en las coordenadas geográficas 17°59′29″N 93°41′45″O / 17.991389, -93.695833, a una elevación de 7 metros sobre el nivel del mar.

## Demografía
Según el Conteo de Población y Vivienda 2020, efectuado por el Instituto Nacional de Estadística y Geografía, la localidad de Pico de Oro 4.ª Sección (Pejelagarterito) tiene 469 habitantes, de los cuales 245 son del sexo masculino y 224 del sexo femenino. Su tasa de fecundidad es de 2.86 hijos por mujer y tiene 127 viviendas particulares habitadas.
| Gráfica de evolución demográfica de Pico de Oro 4.ª Sección (Pejelagarterito) entre 1990 y 2020 |
|                                                                                                 |
| INEGI.                                                                                          |